# کالین بیکر (بازیکن فوتبال)
کالین بیکر (انگلیسی: Colin Baker; ۱۸ دسامبر ۱۹۳۴ – ۱۱ آوریل ۲۰۲۱) بازیکن فوتبال اهل ولز بود.
از باشگاه‌هایی که در آن بازی کرده‌است می‌توان به باشگاه فوتبال کاردیف سیتی اشاره کرد.
وی همچنین در تیم‌های ملی فوتبال ولز بازی کرده‌است.